# Christian Lauteren
Christian Philipp Anton Franz Lauteren (~ 29. Januar 1755 (Taufdatum; das Geburtsdatum ist unbekannt) in Mainz; † 19. Dezember 1843 ebenda) war ein Mainzer Weinhändler, Handelsrichter und hessischer Politiker und ehemaliger Abgeordneter der 2. Kammer der Landstände des Großherzogtums Hessen.

## Familie und Arbeit

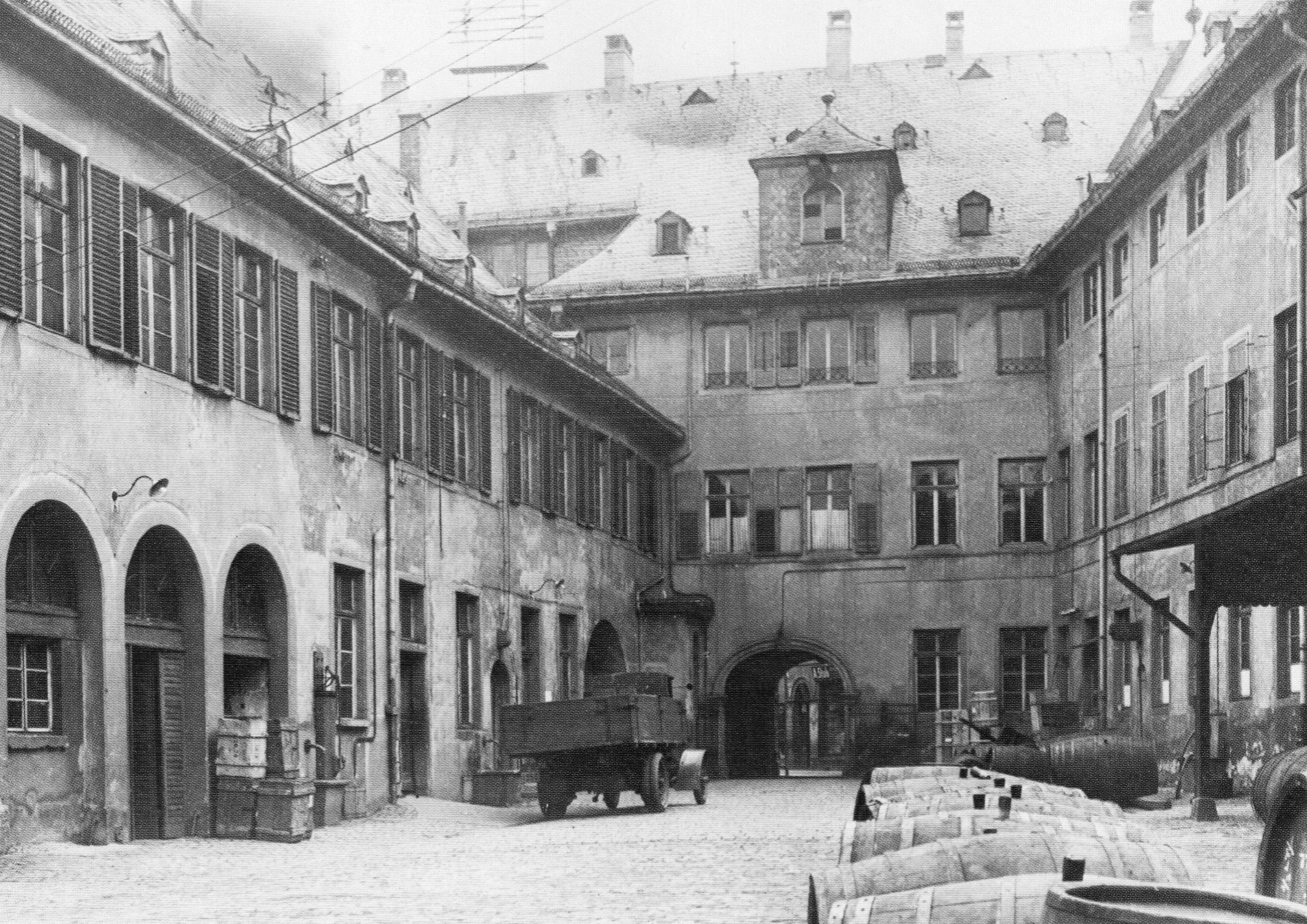
Lauternsche Haus, Emmeransstraße 23 (um 1925)

Christian Lauteren war der Sohn des Dompropst-Sekretärs Johann Peter Lauteren und dessen zweiter Frau Anna Maria, geborene Zöller. Christian Lauteren, der katholischer Konfession war, heiratete 1784 in Mainz Maria Elisabeth geborene Reinhart. Aus der Ehe ging Clemens Lauteren hervor, der als Unternehmer und Landtagsabgeordneter das Erbe seines Vaters übernahm.
Christian Lauteren war seit 1790 Weinhändler in Mainz. Er war Handelsrichter im Arrondissement de Mayence des Département du Mont-Tonnerre. 1803 bis 1827 war er Mitglied der Handelskammer Mainz. Lauteren errichtete im Zentrum der Stadt im 1806 von ihm gekauften „Wambolder Hof“ (heute überbaut durch die Einkaufsgalerie „Römerpassage“(⊙)), seinen langjährigen Firmensitz, das Handelshaus Lauteren.
1808 gründete Lauteren, der im französischen Mayence zu den Citoyens notables, also der bürgerlichen Elite, gehörte, zusammen mit Gleichgesinnten die „Gesellschaft Casino Hof zum Gutenberg“. Deren Aktivitäten und Veranstaltungen waren in den ersten Jahrzehnten des 19. Jahrhunderts Mittelpunkt des gesellschaftlichen Lebens.

## Politik
Politisch war Christian Lauteren im allgemeinen Departmentsrat des Département du Mont-Tonnerre und durch kaiserliches Dekret im Ventose des Jahres XIII (März 1804) als Mitglied des Stadtrates (conseil municipal) in Mainz aktiv. Er vertrat Mainz auf dem Wiener Kongress 1814/1815.
In der 1. und 2. Wahlperiode (1820–1824) war Christian Lauteren Abgeordneter der zweiten Kammer der Landstände des Großherzogtums Hessen. In den Landständen vertrat er den Wahlbezirk Stadt Mainz.